# Løkenfeltet
Løkenfeltet är en tätort i Nannestads kommun i Akershus fylke i sydöstra Norge. Tätorten hade 631 i invånarantal den 1 januari 2022. Løkenfeltet är en relativt ny tätort.